# Stefan Kreiner
Pour les articles homonymes, voir Kreiner.
Stefan Kreiner, né le 30 octobre 1973 à Feldkirch, est un coureur autrichien du combiné nordique.

## Biographie
Stefan Kreiner entre dans l'équipe nationale en 1991 et fait ses débuts dans la Coupe du monde en janvier 1992 à Reutte, où il est onzième, avant de devenir champion d'Autriche junior. Il participe ainsi aux Jeux olympiques d'Albertville, y remportant la médaille de bronze à l'épreuve par équipes et se classant dix-huitième en individuel.
Il prend sa retraite sportive en 1995.

## Palmarès

### Jeux olympiques d'hiver
| Épreuve / Édition | Épreuve / Édition | Albertville 1992 |
| Par équipes       | Par équipes       | Bronze           |
| Individuel        | Individuel        | 18e              |

### Coupe du monde
- Meilleur classement général : 33e en 1992.
- Meilleur résultat : 11e place à Breitenwang le 11 janvier 1992.

### Coupe du monde B
- Deuxième place à  Predazzo, le 15 décembre 1991.